# Miguel Trillo

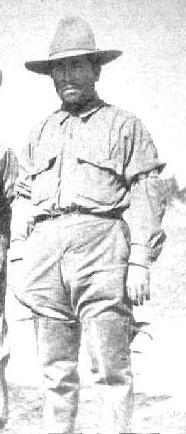
Miguel Trillo

Miguel Trillo (Chihuahua, 1883 – Parral, 23 juli 1923) was een Mexicaans militair.
Trillo was aanvankelijk boer maar sloot zich in 1914 aan bij de Mexicaanse Revolutie aan de zijde van Pancho Villa. Trillo werd Villa's meest naaste getrouwe en werd, nadat deze laatste in 1920 de wapens had neergelegd, diens persoonlijke secretaris. Trillo bereikte de rang van kolonel en werd in 1923 samen met Villa vermoord te Parral.